# Leif Andersson (genetista)
Leif Andersson (1954) è un genetista svedese, insignito del Premio Wolf per l'agricoltura con il collega statunitense Jorge Dubcovskj nel 2014, per il contributo al loro studio di piante ed animali attraverso l'uso di tecnologie genomiche all'avanguardia.

## Biografia
Professore di genomica presso l'Università di Uppsala, è membro dal 2002 dell'Accademia reale svedese delle scienze che assegna annualmente il Premio Nobel, e accademico straniero dell'Accademia nazionale delle scienze.
| Controllo di autorità | VIAF (EN) 29093647 · ISNI (EN) 0000 0000 4334 6934 · ORCID (EN) 0000-0002-4085-6968 · LCCN (EN) no90024817 |